# Нью-йоркский кинотеатр
«Нью-йоркский кинотеатр» (англ. New York Movie) — картина американского художника-реалиста Эдварда Хоппера, написанная в 1939 году. Хранится в Нью-Йоркском музее современного искусства в Нью-Йорке.

## История
Хоппер начал работу над картиной в декабре 1938 года, сделав предварительно около 50-ти эскизов. Биограф Хоппера, Гейл Левин предположила, что картина могла быть написана, частично, под влиянием картины «Интерьер» Эдгара Дега. Хоппер исследовал несколько разных кинотеатров Нью-Йорка в качестве фона для картины: «Стренд», «Глобус» и «Республика» (англ.) в том числе.